# ケイド・ホートン
ケイド・ホートン（Cade Horton, 2001年8月20日 - ）は、アメリカ合衆国オクラホマ州オクラホマシティ出身のプロ野球選手（投手）。右投右打。MLBのシカゴ・カブス所属。

## 経歴
大学1年目の2021年に右肘のトミー・ジョン手術を受けた。
2022年のMLBドラフト1巡目（全体7位）でシカゴ・カブスから指名され、プロ入り。契約金は445万ドルであった。
2023年、傘下のA級マートルビーチ・ペリカンズでプロデビュー。A+級サウスベンド・カブスとAA級テネシー・スモーキーズでもプレーし、3チーム合計で17試合に先発登板して4勝4敗、防御率2.65、117奪三振を記録した。
2024年はAA級テネシーとAAA級アイオワ・カブスでプレーし、2チーム合計で9試合に先発登板して2勝1敗、防御率4.46、40奪三振を記録した。
2025年はAAA級アイオワで開幕を迎え、6試合に先発登板して防御率1.24を記録した。5月10日にメジャー契約を結んでアクティブ・ロースター入りし、同日のニューヨーク・メッツ戦でメジャーデビューを果たし、救援投手として4イニングを投げた。4安打3失点ながら5奪三振を記録し、初登板で初勝利を挙げた。

## 詳細情報

### 背番号
- 22（2025年 - ）